# Новосильский районный краеведческий музей
Новосильский краеведческий музей находится в древнем летописном городе Новосиле Орловской области.
Новосильский историко-культурный центр состоит из двух подразделений — Новосильского районного краеведческого музея и Вяжевского военно-исторического комплекса. Краеведческий музей расположен в городе Новосиле, военно-исторический комплекс в селе Вяжи-Заверх на месте прорыва немецкой обороны в июле 1943 года. Общий фонд Новосильского историко-культурного центра насчитывает около 4000 экспонатов. За основу работы в музее взят традиционный краеведческий профиль: базовыми являются постоянно действующие отделы — природа родного края, история Новосиля от княжества до уезда, XX век — дореволюционные события, становление Советской власти, Великая Отечественная война, знаменитые земляки, культура родного края, Новосиль и район во второй половине XX века. Более 70 % экспозиций — подлинные экспонаты, остальная часть — копии, вспомогательные материалы, тексты. К числу главных направлений относятся культурно-образовательная деятельность музея — её основные формы: экскурсии, лекции, консультации, конкурсы, встречи с интересными людьми, литературные вечера и собирание исторического материала.

## История и современность
Музей находится в центре города и располагается в доме бывших Новосильских купцов Ворогушиных. Создавался ещё в довоенные годы краеведом учителем художником Глаголевым Василием Николаевичем (1874—1934 гг.). Он много сделал для организации и сбора исторического материала. В мае 1930 года в Орловский краеведческий музей пришло письмо от директора музея народного образования (первоначальное название музея) Новосильского района В. Н. Глаголева об открытии нового городища в урочище «Калмыков Верх» у деревни Воздвиженки Верховского района. Возрождение музея, погибшего во время немецкой оккупации, началось в 60-е годы. Благодаря супругам Казначеевым Алексею Васильевичу (1918—1996 гг.) и Марии Андреевне (1922—2017) — почётным гражданам города Новосиля, учителям Новосильской школы, которые с начала 50-х годов на общественных началах собирали материалы для создания музея боевой славы, 5 августа 1985 года состоялось официальное открытие музея. В 1988 году Новосильскому краеведческому музею присвоено звание «Народный».
Первый зал музея посвящён истории основания Новосиля, археологические раскопки которого относятся к I тысячелетию до н. э.. Зал, посвящённый Великой Отечественной войне, украшен диорамой орловского художника Андрея Курнакова «Прорыв немецко-фашистской обороны у села Вяжи 12 июля 1943 года». В музее оформлены экспозиции: археологическо-этнографическая (вышитые народные костюмы, коллекция старых утюгов и пушечные ядра), дореволюционный период уезда, период Великой Отечественной войны, творческая, собрания редких палеонтологических находок, комната советского быта. В запасниках музея хранятся воспоминания очевидцев исторических событий, экспонаты, свидетельствующие об истории района. В настоящее время музей арендует первый этаж здания, находящегося в федеральной собственности и принадлежащего налоговой службе.